# Дистиллированная вода
Дистиллиро́ванная вода́ — вода, очищенная от растворённых в ней минеральных солей, органических веществ и других примесей путём дистилляции. Согласно российскому ГОСТ Р 58144, дистиллированная вода должна иметь pH в диапазоне 5,0—7,0 (для дистиллированной воды двойной перегонки 5,4—6,6), удельная электрическая проводимость при 20 °С должна составлять не более 4,3·10−4 См/м.

## Характеристики
Дистиллированная вода в РФ нормируется на основании ГОСТ Р 58144 «Вода дистиллированная. Технические условия».

## Физические свойства
Удельная электропроводность дистиллированной воды невелика (ГОСТ Р 58144 требует не более 0,43 мСм/м).
В дистиллированной воде растворены газы атмосферы: кислород, азот, аргон, углекислый газ и незначительное количество других. Из-за растворённой углекислоты дистиллированная вода имеет слабокислую реакцию и её pH составляет 5,0—7,0. Для получения полностью нейтральной воды её кипятят до полного удаления углекислого газа (в течение 30 минут) и хранят в герметичной таре.

## Особенности
Будучи очень чистой, в отсутствие посторонних механических включений может быть перегрета выше точки кипения или переохлаждена ниже точки замерзания без осуществления фазового перехода. Фазовый переход интенсивно происходит при введении механических примесей или взбалтывании.

## Использование
Основное применение дистиллированной воды — химические лаборатории, где её используют для приготовления растворов, проведения анализов и ополаскивания химической посуды после мытья.
Дистиллированная вода сама по себе пригодна для питья. Всемирная организация здравоохранения в 2011 году отметила, что не имеется достаточно данных для установления нижних (и верхних) пределов жёсткости воды. Однако, поскольку питьевая вода может оказаться важным источником кальция и магния для некоторых категорий населения (у которых другие источники этих минералов ограничены), то при использовании деминерализованной воды в источниках водоснабжения рекомендовано добавлять соли кальция и магния до уровней, наблюдаемых в природной воде в данной местности.
Применяют для корректировки плотности электролитов, безопасной эксплуатации аккумуляторов, промывки систем жидкостного охлаждения, разбавления концентратов различных жидкостей и для прочих бытовых нужд. Например, для добавления в паровые утюги (полностью исключают появление накипи), для корректировки температуры замерзания незамерзающей стеклоомывающей жидкости и при цветной фотопечати.
Вода, соответствующая требованиям к дистиллированной воде, может быть получена, кроме дистилляции, также методами ионного обмена, обратного осмоса, комбинацией этих способов, или некоторыми другими.

## История
Питьевая вода была дистиллирована из морской воды, по крайней мере, приблизительно с 200 г. н. э., когда процесс был четко описан Александром Афродисийским. Аристотель в своем трактате Метеорология(II.3, 358b16) также говорит о дистилляции воды.

## Бидистиллированная вода
Бидистиллированная вода (бидистиллят) — дважды перегнанная вода. Получают перегонкой дистиллированной воды в кварцевом аппарате — бидистилляторе. По свойствам близка к химически чистой воде. Из-за высокой степени очистки при хранении и применении нужно предпринимать особые методы предосторожности для исключения возможности загрязнения бидистиллированной воды. Используют при работе с веществами особой чистоты.

### Дальнейшая очистка
Для дальнейшей очистки (от летучих органических примесей) бидистиллят облучают гамма-излучением. После облучения для удаления продуктов радиолиза (в первую очередь углекислого газа) воду продувают очищенным аргоном.